# Бертолон, Луи
Луи Бертолон (фр. Louis Bertholon; род. 11 ноября 1927, Париж) — французский дирижёр.
Окончил Парижскую консерваторию. В 1954 году на Безансонском международном конкурсе молодых дирижёров был удостоен первой премии среди «непрофессионалов», то есть музыкантов без законченного дирижёрского образования. В 1958—1963 гг. директор Байоннской консерватории, в 1963—1973 гг. — Лионской консерватории. В 1973 г. занял должность главного инспектора по делам музыки в Министерстве культуры Франции. В 1979 г. возглавил новосозданный Филармонический оркестр Монпелье и руководил им до 1985 года. Важнейшая из записей Бертолона — опера Жана Жозефа де Мондонвиля «Дафнис и Алкимадура».